# 何正璜
何正璜（1914年—1994年）He Zhenghuang，曾用名玉子，女，湖北汉川人，生于日本东京，中国工艺美术家、文物研究专家，曾任陕西省博物馆研究员，第六、七届全国政协委员。
何正璜， 1934年毕业于武昌艺专（湖北美术学院 Hubei Institute of Fine Arts），同年赴日本多摩川美术大学学习，1940年参加教育部西北艺术文物考察团赴全国考察。历任西安碑林博物馆和陕西历史博物馆顾问，中国博物馆学会名誉理事，中国美术家协会会员，陕西美协分会常务理事，陕西工艺美术学会名誉理事长，陕西省文物考古专业及工艺系列高级职称评审委员，研究员。曾创建西安石刻艺术室。著有《陕北东汉画像石选集》、《唐代的战马》、《西北少数民族图案选集》、《古代装饰花纹选集》、《古都西安》、《西安碑林宝石花》、《话说李寿石椁》、《宋漏泽园砖考》、《唐代石刻线画》等著作、论文50余部（篇），还有《中国博物馆学概论》、《陕西博物馆事业的回顾与展望》和10集电视系列片《长安》的解说词等。

## 家庭
丈夫王子云。